# Scann-Tec
Vladiszlav Iszajev (Moszkva, 1981), művésznevén Scann-Tec orosz zeneszerző és hangzástervező, aki főleg ambient és psytrance stílusban alkot. Szólóalbumai mellett több együttessel működött közre, és filmekhez, tévéműsorokhoz is írt zenét.

## Életpályája
1981-ben született Moszkvában. Kamaszkorában kezdett zenét szerezni, műveit maga és barátai szórakoztatására írta. 2002-ben megvásárolta első MIDI billentyűzetét és komolyabban kezdett foglalkozni a zeneszerzéssel; trance szerzeményeivel többször fellépett a helyi klubokban. 2004-ben további felszereléseket vásárolt és ambient és chillout stílusban kezdett alkotni; a következő években több középlemeze jelent meg a Kahvi és az Acedia lemezkiadóknál.
2006-ban csatlakozott a Sundial Aeon ambient supergrouphoz, 2007-ben pedig saját lemezkiadót alapított Aural Network néven. Első szólóalbuma 2010-ben jelent meg a Celestial Dragon kiadónál, később az Ultimae Recordshoz csatlakozott. Közreműködött a The Future Sound of London társulattal, zenéjét felhasználták filmekben és tévéműsorokban, hangrendezőként dolgozott az orosz NIVAL stúdiónál.
Fő inspirációi a környezeti hangok és a videójátékok; hobbijai a klasszikus zene és a fényképezés.

## Diszkográfia
- Visiting Sky (EP, 2004)
- Collaps (EP, 2004)
- Collaps II (EP, 2005)
- Transcendent Vision (EP, 2005)
- The Man Who Lives Offline (EP, 2007)
- Facial Memories (2010)
- Morpheus (2013)
- Unyt (2016)